# Гајре
Гајре (алб. Gajre) је насеље у општини Качаник, Косово и Метохија, Република Србија.

## Становништво
| Демографија | Демографија | Демографија |
| Година      | Становника  | Становника  |
| ----------- | ----------- | ----------- |
| 1948.       | 290         |             |
| 1953.       | 297         |             |
| 1961.       | 281         |             |
| 1971.       | 415         |             |
| 1981.       | 545         |             |
| 1991.       | 641         |             |
| 2011.       | 574         |             |